# Hungry
 Hungry é uma canção gravada pela cantora norte-americana Fergie para seu álbum Double Dutchess e contém a participação do rapper Rick Ross. A faixa contém demonstrações de Dawn of the Iconoclast da banda Dead Can Dance.

## Antecedentes
Em 9 de Julho de 2016 a cantora postou um teaser de Hungry em sua página no VEVO intitulado "Hungry (1st Byte)", em 28 de junho ela postou um segundo teaser, "Hungry (2nd Byte)", tudo indicava um lançamento ou anúncio mas nada de fato aconteceu.

“Sim, ele me deu um novo apelido. Como se já não houvesse apelidos suficientes (brincando). Ele me chamou de Ferrari Fergie. Eu fiquei WOW. Ele começou do nada, e eu achei o máximo, Porque a Ferrari sempre está avançando, e me sinto meio assim. Sempre me senti subestimada. Quando entrei no BEP, eu estava tão feliz e ouvi muita gente falando “Quem é essa menina arruinando a banda?”, tive que lutar e me provar, e me sentiria estranha sem os haters, eles me fizeram essa lutadora. Por isso acho que Ferrari Fergie combina.”

Fergie falando sobre o novo apelido que ganhou do rapper Rick Ross 

## Lançamento
A música foi disponibilizada junto com a pré venda do álbum em 25 de Agosto, também foi liberada nas plataformas de streaming

## Videoclipe
O vídeo também foi lançado em 25 de Agosto e contém a participação do rapper Rick Ross. Foi dirigido por Bruno Ilogti e pelo diretor criativo Giovanni Bianco, diretores de clipes como Bang e Paradinha de Anitta e Sua Cara do Major Lazer..

## Histórico de lançamento
| País  | Data                 | Formato          | Gravadora     |
| ----- | -------------------- | ---------------- | ------------- |
| Mundo | 25 de Agosto de 2017 | Download digital | Dutchess, BMG |
| Mundo | 25 de Agosto de 2017 | Streaming        | Dutchess, BMG |